# Beatrix, hraběnka z Arundelu
Beatrix Portugalská (1382, Alentejo – listopad 1439, Bordeaux) byla nemanželská dcera portugalského krále Jana I. a Inês Piresové a sňatkem hraběnkou z Arundelu.

## Život
Beatrix se narodila jako nemanželská dcera portugalského krále Jana I. a jeho milenky Inês Piresové ještě před otcovým sňatkem s Filipou z Lancasteru. Byla sestrou vévody Alfonsa z Braganzy a nevlastní sestrou krále Eduarda Portugalského, infanta Petra, vévody z Coimbry, Jindřicha Mořeplavce, burgundské vévodkyně Isabely, portugalského konstábla Jana a svatého prince Ferdinanda. Královna Filipa měla na starosti výchovu obou nemanželských dětí svého manžela.
Beatrix se narodila v roce 1382 pravděpodobně v Alenteju v Portugalsku. Podle některých byla její matka Inês Piresová "dcerou židovského ševce". Ale podle jiných pocházela ze starého portugalského šlechtického rodu. V dubnu 1405 se v Lisabonu slavila Beatrixina svatba v zastoupení s Thomasem Fitzalanem, 5. hrabětem z Arundelu. Téhož roku odcestovala v doprovodu svého bratra Alfonse, mnoha králových vazalů a dvorních dam, do Anglie, kde se 26. listopadu 1405 v Londýně znovu provdala za hraběte z Arundelu, a to za přítomnosti anglického krále Jindřicha IV.
Thomas zemřel 13. října 1415 a Beatrix se v roce 1432 provdala za o třináct let mladšího Johna Hollanda, hraběte z Huntingdonu, synovce své nevlastní matky, královny Filipy. Není známo, zda měla Beatrix nějaké děti. Beatrix zemřela v listopadu 1439 asi ve věku 57 let v Bordeaux ve Francii. Po její smrti se John Holland oženil s lady Anne Montagu.